# Timothy P. White
Timothy Peter White (Buenos Aires, 9 de julio de 1949) es un académico, fisiólogo y kinesiólogo estadounidense nacido en Argentina. Se desempeñó como rector del sistema de la Universidad Estatal de California desde diciembre de 2012 hasta diciembre de 2020. Al igual que rector del campus de Universidad de California en Riverside de 2008 a 2012.

## Primeros años
Nacido en Buenos Aires, Argentina, White emigró a Canadá y luego a California con sus padres cuando era joven. Fue el primero de su familia en ir a la universidad.
Asistió a instituciones públicas en California. Comenzó su carrera universitaria en Diablo Valley Community College en Pleasant Hill, luego recibió su BA de Fresno State University, su maestría de Cal State Hayward y obtuvo su Ph.D. en la Universidad de California en Berkeley.
Después de obtener su doctorado, White pasó dos años como becario postdoctoral en fisiología en la Universidad de Míchigan antes de comenzar su carrera académica en Ann Arbor. La formación académica de White es en fisiología, kinesiología y biodinámica humana, con énfasis en el trabajo en plasticidad muscular, lesiones y envejecimiento.

## Carrera profesional
White ocupó cargos como profesor y presidente del Departamento de Biodinámica Humana la Universidad de California en Berkeley, y como profesor y presidente del Departamento de Ciencia del Movimiento y científico investigador en el Instituto de Gerontología de la Universidad de Míchigan. Se desempeñó en la Universidad Estatal de Oregón en Corvallis como rector y vicepresidente ejecutivo, con un nombramiento de interino.
White fue nombrado el decimosexto presidente de la Universidad de Idaho en febrero de 2004, y asumió el cargo in August. Su liderazgo en el campus de Moscow implicó la reinversión de recursos en apoyo de cinco prioridades académicas clave: ciencia y tecnología, artes liberales y ciencias, innovación empresarial, medio ambiente y diseño y estilo de vida sostenibles.
En 2012 se convirtió en rector del sistema de la Universidad Estatal de California que con 23 campus es el sistema universitario público de 4 años más grande de los Estados Unidos. Lanzó la Iniciativa de Graduación 2025, cuyo objetivo es aumentar las tasas de graduación de los estudiantes por primera vez y de transferencia. En 2019, CSU informó que las tasas de graduación de estos grupos habían alcanzado un máximo histórico. En octubre de 2019, White anunció que se retiraría a partir del 30 de junio de 2020.

## Vida personal
En mayo de 2011 apareció en el programa de CBS, Undercover Boss.
Durante su transición a la Universidad de Idaho en 2004, White se sometió a una cirugía cardíaca no planificada a fines de mayo en Corvallis. Experimentando dolores en el pecho, se registró en el Hospital Good Samaritan, tuvo un ataque cardíaco y fue trasladado de urgencia a una cirugía de bypass quíntuple.

## Premios y honores
Lista parcial de premios y distinciones:
- 1999 - 2000, Presidente, Academia Estadounidense de Kinesiología y Educación Física.
- 1998, Premio de mención del American College of Sports Medicine.
- 1997, Alumnos del año de la Universidad Estatal de Fresno.
- 1994 - 1995 Presidente, Colegio Americano de Medicina Deportiva.
- 1992 Miembro de la Academia Estadounidense de Kinesiología y Educación Física.
- 1983, Miembro del Colegio Americano de Medicina Deportiva.
- 1981, Premio al nuevo investigador del American College of Sports Medicine.